# كريستيان بوش
كريستيان بوش (بالإنجليزية: Kristian Bush)‏ هو مغن مؤلف ومغني أمريكي، ولد في 14 مارس 1970 في نوكسفيل في الولايات المتحدة.

## وصلات خارجية
- الموقع الرسمي
- كريستيان بوش على موقع IMDb (الإنجليزية)
- كريستيان بوش على موقع ميوزك برينز (الإنجليزية)
- كريستيان بوش على موقع أول ميوزيك (الإنجليزية)
- كريستيان بوش على موقع ديسكوغز (الإنجليزية)